# Collège d'Eton

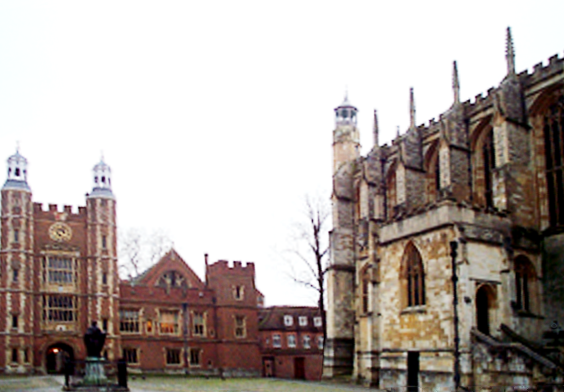
Photo de l'enceinte historique d'Eton College.

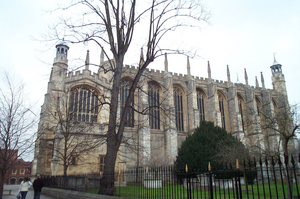
Chapelle dEton College.

Le collège d'Eton (Eton College), fleuron des public schools britanniques, est une école pour garçons âgés de 13 à 18 ans, fondée en 1440 par le roi Henri VI, située à Eton dans le Berkshire en face de la ville de Windsor, à environ quarante kilomètres de Londres,, vers l'ouest.
Public school élitiste et très coûteuse, le collège d’Eton est considéré comme étant la « pouponnière » attitrée de la famille royale d'Angleterre et de l'aristocratie du monde entier qui y inscrivent leurs enfants,. L'école bénéficie depuis peu d'un système de bourses pour en faciliter l'accès aux élèves issus de foyers modestes.
L'ancienneté de l'établissement scolaire est reflétée par de nombreuses traditions, dont l'uniforme spécifique porté par les élèves. Le pensionnat qui accueille environ 1 325 élèves, envoie chaque année un nombre important de ses Etoniens aux prestigieuses universités britanniques d’Oxford et Cambridge, couramment désignées par le vocable Oxbridge, dont 33 % pour l'année 2019,.[Pas dans la source]

## Description

### Coût
Les frais de scolarité pour une année scolaire sont de 42 501 £ (soit environ 50 200 €). Soixante-dix étudiants par an, nommés les King's Scholars (« les boursiers du roi ») bénéficient d'une bourse d'études d'un montant d'au moins un dixième du prix de la scolarité et sont logés dans le collège même. Environ un tiers des autres élèves, les Oppidans, reçoivent une aide financière.
L'accession à l'école se fait après le passage d'un examen qui détermine notamment l'attribution des bourses.
L'école dispose d'une dotation de 400 millions de livres sterling pour l'année 2019.

### Les «deux» Eton
Il existe donc deux types d'élèves à Eton, les King's Scholars (« boursiers du roi »), issus de familles plus modestes, sont des élèves qui réussissent un examen, qui accomplissent des résultats académiques remarquables et qui ne payent qu'une partie des frais de scolarité,, — Boris Johnson comptait parmi les King's Scholars. Quant aux Oppidans, ils sont issus de familles aisées et ont des résultats académiques moins prestigieux ; ils paient l'essentiel de leur scolarité et résident hors des murs de la partie historique de l'établissement, — David Cameron était un Oppidan.
À l'époque de Keynes, les professeurs mettaient en garde les boursiers, dont ils attendaient de meilleurs résultats scolaires, leur demandant de ne pas prendre exemple sur les Oppidans qui, par la suite, auraient moins besoin de travailler qu'eux[réf. nécessaire].

### Organisation
Les scholars sont placés sous l'autorité du Master in College et résident dans certains bâtiments de l'enceinte principale. Les Oppidans sont répartis dans les Houses, situées dans le voisinage et les rues adjacentes, et dirigées par des House Masters, en général mariés, bien que cela ne soit pas une condition requise pour leur nomination, sous l'autorité desquels des dames veillent à l'intendance et au bien-être des élèves.
Les élèves sont supervisés par des tutors qu'ils choisissent eux-mêmes et dont ils deviennent les private pupils. À ce titre, ils bénéficient de la part de leur tutor d'un enseignement de trois séances hebdomadaires d'environ 40 minutes consacrées à des activités censées élargir leur horizon culturel. L'une de ces séances a obligatoirement lieu le dimanche matin.
L'année scolaire est divisée en trois trimestres, Michaelmas, Lent et Summer. Un trimestre est appelé half. Une séance de classe, d'une durée d'environ 40 minutes, est appelée school et parfois, mais il s'agit là d'un amalgame avec les différentes sections, div.
Depuis les années 1950, par accord avec le ministère des Affaires étrangères français (le Quai d'Orsay), le College recrute un professeur français, le plus souvent issu d'une École normale supérieure.

### Traditions
La devise d'Eton est constituée des deux mots latins Floreat Etona, « Puisse Eton prospérer ».
L'école est connue pour ses anciens élèves, les Old Etonians, et pour ses traditions, par exemple son uniforme qui est l'habit, simplifié pour les plus jeunes élèves, les lower boys, et complet pour les plus âgés, les upper boys. Les lower boys sont placés sous l'autorité du lower master, tous les élèves sous celle du Head Master (traditionnellement écrit en deux mots). Certains des upper boys sont recrutés par cooptation dans un club d'élite appelé Eton Society ou Pop, dont les membres sont reconnaissables à leurs pantalons gris et leurs gilets aux couleurs variées et voyantes. Les professeurs s'appellent masters et aussi, en argot de l'école, beaks, ce qui signifie « becs ». Le périmètre à l'intérieur duquel les élèves ont le droit de se déplacer librement s'appelle « within bounds » ; au-delà est « out of bounds ». Dans la rue principale, Eton High Street, à droite en direction de Windsor, se situe un pub ouvert aux élèves qui porte le nom de « tap » (« robinet ») ; la consommation de boissons alcoolisées y est strictement réglementée,,.
Chaque jour vers onze heures, l'ensemble des professeurs se réunit dans Upper School, grande salle ornée de nombreux bustes d'anciens élèves illustres. Cette réunion traditionnelle est appelée Chambers et désigne également la collation que les élèves prennent simultanément dans leurs internats respectifs. Le Directeur s'adresse à la communauté des maîtres, faisant part de ses instructions et des nouvelles concernant la vie du collège. C'est aussi l'occasion pour tous de rencontres et de discussions concernant la conduite ou les progrès des élèves. Parfois, lors d'occasions plus solennelles, le Directeur réunit les maîtres dans la MacNaghten Library : c'est là, par exemple, que le Dr Robert Birley (en), prestigieux Head Master, annonça en 1964 son départ du collège pour une mission d'éducation en Afrique du Sud alors soumise à l'Apartheid .
L'école a créé au cours des âges un jargon qui n'est compris que par les initiés. Par exemple, « sent up for good » signifie « mentionné pour de bons résultats », « sock up », c'est prendre une collation, généralement à Tudor Stores qui se trouve à gauche après le pont entrant dans la High Street, etc..
L'école a un lien historique étroit avec l'université de Cambridge, où la majorité des étudiants allaient après leur diplôme de fin d'études (A-levels),. Depuis environ vingt ans, les élèves sont répartis dans les universités historiques d'Oxbridge et aussi dans les Red Bricks et les Modern Universities. Traditionnellement, les membres masculins de la famille royale d'Angleterre sont envoyés à Eton. Cependant, le Prince Charles a fait ses études à Gordonstoun, en Écosse, où son père, le duc d'Édimbourg, était lui-même allé. De plus en plus, cependant, le collège reçoit des élèves issus de milieux autres que ceux de l'aristocratie ou de la grande bourgeoisie, par exemple les enfants de riches étrangers. Le mode d'inscription à la naissance n'est désormais plus obligatoire, mais la sélection se fait au mérite (voir le site officiel du collège pour les procédures).
L'un des bâtiments les plus caractéristiques du collège est sa très impressionnante chapelle gothique. Ce lieu de culte abrite un chœur de garçons et d'hommes de haut niveau placé sous la direction du precentor, assisté de plusieurs professeurs de musique. La façade de l'escalier donnant sur la cour centrale est utilisée comme fronton pour le jeu Eton Fives (en), constituant l'un des sports traditionnels du collège, au même titre que l'aviron ou le wall game,.

## Histoire

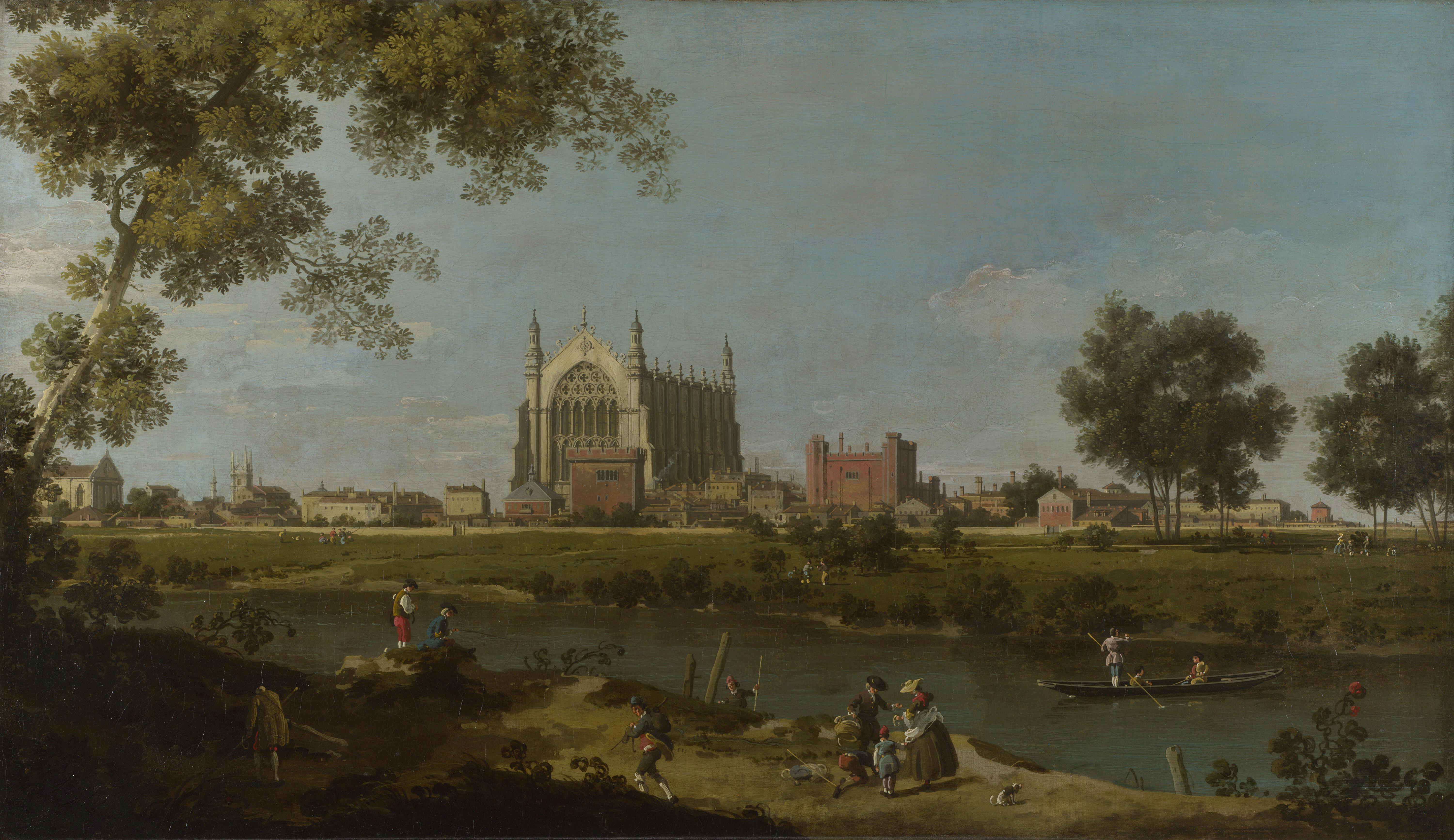
Le collège d'Eton vers 1750 au bord de la Tamise.

L'école fut fondée en 1440 sous le nom de King's College of Our Lady of Eton beside Windsor par le roi Henri VI d'Angleterre, à titre caritatif, comme charity school. Son intention était d'offrir à soixante-dix élèves pauvres une éducation gratuite qui leur permettrait ensuite d'aller au King's College de Cambridge, partie intégrante de l'université de Cambridge, qu'il fonde en 1441.
Quand Henry VI fonde l'école, il lui attribue d'importantes dotations, y compris un domaine foncier de grande valeur, et en prévoyant des plans visant à construire d'impressionnants bâtiments (Henry VI voulait faire de la nef de la chapelle du collège la plus longue d'Europe), avec des reliques religieuses permettant d'asseoir le statut du collège, telles qu'un morceau de la Vraie Croix et la Couronne d'épines. Il parvient même à convaincre le pape de l'époque, Eugène IV, d'accorder au collège un privilège sans équivalent dans le reste de l'Angleterre, le droit d'accorder des indulgences à des pénitents le jour de l'Assomption.
Cependant, lorsque Henri VI est déposé par Édouard IV en 1461, le nouveau roi annule tous les dons faits à l'école, et en enlève la plupart des trésors pour les placer de l'autre côté de la Tamise à St George's Chapel, à Windsor. Selon la légende, Jane Shore intervient alors et parvient à protéger l'école, bien que la dotation royale et les effectifs du personnel en sortent grandement réduits. Par ailleurs, Édouard IV ayant abrogé les bourses en arrivant sur le trône, l'intervention de Jane Shore aurait permis de les sauver. Dès lors que l'école perd son caractère caritatif, elle est financée par des mécènes qu'on honore en inscrivant les noms sur les murailles.
La construction de la chapelle, prévue initialement pour être un peu plus de deux fois plus longue, avec 18 ou peut-être 17 baies (elle n'en compte que 8 aujourd'hui), est stoppée lorsque Henry VI est déposé, et seul le Quire du bâtiment prévu est terminé. C'est William Wainflete, le premier prévôt d'Eton, précédemment principal du Collège de Winchester, qui construit l'avant-chapelle qui complète la chapelle telle qu'elle est aujourd'hui.
Le collège a parrainé la reconstruction du village français d'Éton détruit durant la Première Guerre mondiale.
Au XIXe siècle, l'architecte John Shaw Jr. (en) conçoit les nouveaux bâtiments de l'école, qui améliorent le logement des élèves.

## Uniforme

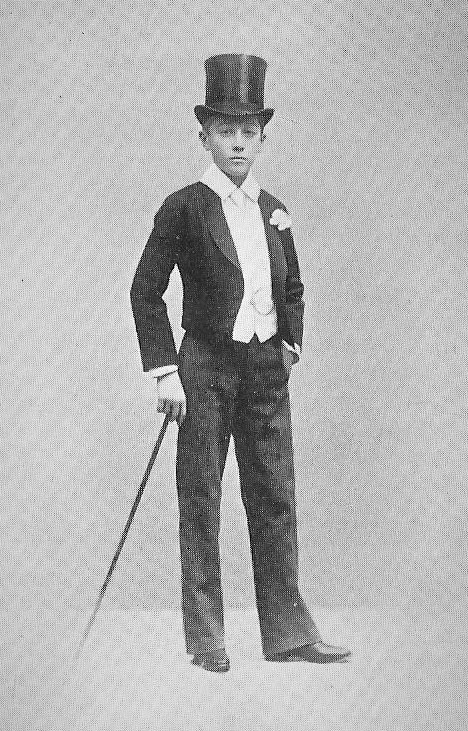
Le 17e duc d'Albe de Tormes en uniforme, avec col Eton.

L'uniforme d'Eton est une véritable institution qui fait partie du prestige de l'école et de sa reconnaissance.
Aujourd'hui[Quand ?], il est constitué d'un frac (sorte de queue-de-pie), d'un pantalon noir ou gris selon les années, et d'un gilet noir dont le dernier bouton est laissé ouvert. Auparavant, les élèves portaient un chapeau haut-de-forme en hiver, un canotier en été, et le fameux Eton Collar (le col Eton), un col large très rigide et inconfortable qui retombe sur le revers de la veste (aujourd'hui ce col n'est plus porté que par les élèves faisant partie de la chorale de l'école). L'Eton Collar a été remplacé par un simple col rigide, porté normalement avec un nœud blanc. La majorité de ces changements ont été formalisés en 1967, avec l'abandon de l’Eton Suit, le « costume Eton ».
Les professeurs d'Eton (majoritairement des hommes), identifiés par leurs initiales (par exemple R. J. F., C.D.O'G. ou O. V. O.), portent un complet veston de couleur sombre, avec col cassé et nœud blanc, chaussures noires. Le dimanche, certains revêtent une jaquette noire et un pantalon à rayures. Lorsque les professeurs sont en service, ils gardent la toge (gown) représentant leur grade et leur université. Le directeur porte une sorte de soutane noire et un col-cravate à deux rabats blancs.
L'uniforme d'Eton revêt bien plus de signification. Tout d'abord celle d'appartenir à une élite — Eton est la seule école, avec la Harrow school, à maintenir le port d'une queue-de-pie. À l'intérieur même de l'école, l'uniforme, et la manière dont il est porté, revêt diverses significations. Jusqu'en 1967, les jeunes élèves portaient des vestes courtes au lieu des fracs à pans longs. Aujourd'hui encore, ces jeunes élèves restent discrets dans leur habillement et leur uniforme est très simple. Avec l'expérience et les diverses tâches (préfet de Maison par exemple), l'uniforme peut être adapté.
- Les Office holders portent un col cassé rigide, avec une cravate blanche.
- Les Captains of Houses (préfets de maison) portent un col cassé et un gilet gris (au lieu du gilet noir habituel).
- Les 20 meilleurs élèves de la dernière année, les Sixth Form Select, portent des boutons d'argent avec leur gilet noir et un col cassé [38].
- Les élèves de la Eton Society, membres cooptés (le prince William en faisait partie lors de son passage à Eton), se donnent le droit de porter un col cassé, des pantalons gris et des gilets aux couleurs flamboyantes ou avec des motifs spéciaux (par exemple des gilets aux couleurs du drapeau du Royaume-Uni, rouge et vert ou à motifs divers)[39].

Avant la modification de 1967, il n'existait aucune réglementation concernant les uniformes. Et de fait, même si depuis 1990, la queue-de-pie n'est officiellement plus obligatoire, aucun changement n'a pu être observé. L'uniforme d'Eton est une institution de prestige, et bien peu seraient prêts à l'abandonner, comme le démontrent plusieurs référendums au sein de l'école. 

## Les anciens élèves (Old Etonians)

### Hommes politiques
- John Francis Amherst Cecil[40].
- Robert Walpole
- Arthur Wellesley de Wellington, 1er duc de Wellington[41],[42].
- Arthur Balfour
- William Ewart Gladstone
- Valerian Wellesley, (8e duc de Wellington)[43].
- Charles Lyell (3e baron Lyell)
- Charles Wellesley (9e duc de Wellington)[44]
- Boris Johnson, ancien Premier ministre[45]
- David Cameron, ancien Premier ministre[46]
- Jacob Rees-Mogg, homme politique britannique.
- Zac Goldsmith[47],[48]
- Richard Croftes, homme politique britannique.
- Marcus Kimball, baron Kimball, homme politique britannique.
- Thomas Lyttelton, homme politique britannique.
- John Eden, homme politique britannique.

### Auteur / Écrivain
- Henry Fielding
- Aldous Huxley[49]
- John Maynard Keynes
- George Orwell[50]
- Ian Fleming
- Douglas Rutherford
- Les frères Osbert et Sacheverell Sitwell
- The Hon. Giles St Aubyn, historien-biographe, a été professeur d'histoire au collège.

### Personnalités royales / aristocrates
Personnalités de nationalité britannique :
- Charles Armstrong-Jones, vicomte Linley (1999), fils de David, comte de Snowdon et petit-fils de la princesse Margaret[51].
- Samuel (1996) et Arthur Chatto (1999), fils de Lady Sarah Chatto et petits-fils de la princesse Margaret[52].
- Edward Windsor, baron Downpatrick (1988), fils de George, comte de St Andrew et petit-fils du prince Edward, duc de Kent[53].
- Le prince Harry, duc de Sussex (1984), fils du roi Charles III et petit-fils de la reine Élisabeth II[54].
- Le prince William, prince de Galles (1982), fils du roi Charles III et petit-fils de la reine Élisabeth II[55].
- Frederick Windsor (1979), fils du prince Michael de Kent et cousin de la reine Élisabeth II[56].
- Alexander Windsor, comte d'Ulster (1974), fils du prince Richard, duc de Gloucester.
- Charles Spencer (1964), frère de Diana, princesse de Galles[57].
- James Ogilvy (1964), fils de la princesse Alexandra[58].
- George Windsor, comte de St Andrew (1962), fils du prince Edward, duc de Kent[59].
- Le prince Richard, duc de Gloucester (1944), fils du prince Henry et cousin de la reine Élisabeth II.
- Le prince Michael de Kent (1942), fils du prince George, duc de Kent et cousin de la reine Élisabeth II[60].
- Le prince William de Gloucester (1941-1972), fils du prince Henry, duc de Gloucester et cousin de la reine Élisabeth II.
- Le prince Edward, duc de Kent (1935), fils du prince George, duc de Kent et cousin de la reine Élisabeth II.
- Antony Armstrong-Jones, comte de Snowdon (1930-2017), ex-époux de la princesse Margaret et ex-oncle par mariage du roi Charles III.
- Angus Ogilvy (1928-2004), époux de la princesse Alexandra de Kent[61].
- John Spencer-Churchill, comte de Marlborough (1926-2014)[62].
- Edward Spencer, comte Spencer (1924-1992), père de Diana, princesse de Galles[63].
- George Lascelles (1923-2011), fils de la princesse royale et cousin de la reine Élisabeth II[64].
- Le prince Henry, duc de Gloucester (1900-1974), fils du roi George V et oncle de la reine Élisabeth II.
- Hugh Grosvenor, duc de Westminster (1879–1953).
- Roger Bootle-Wilbraham, 7e baron Skelmersdale.
- John Vivian (4e baron Swansea) (1925-2005)
- Ralph Matthew Palmer (1951-), 12e baron Lucas et 8e Lord Dingwall.
- David Nickson (1929-), baron Nickson.
- George Irby, 6e baron de Boston.

autres nationalités
- Le prince Nirajan Bir Bikram Shah Dev de Nepal (1978–2001)[65].
- Le roi Dipendra de Nepal (1971–2001)[66].
- Le prince héritier Alexander de Yougoslavie (1945)[67].
- Le roi Birendra de Nepal (1945–2001).
- Le prince Nicholas de Roumanie (1903–1978).
- Le roi Léopold III (1901–1983).
- Le roi Prajadhipok Rama VII (1893–1941)[68].
- Le roi Aga Khan III (1877–1957)[69]
- Le prince Tokugawa Iesato (1863–1940).
- Le roi Zera Yacob Amha Selassie d'Éthiopie[70].

### Artistes
- Juan de Echevarría peintre espagnol[71].

### Acteurs
- Jeremy Brett, interprète de Sherlock Holmes.
- Le comédien Hugh Laurie a été membre de cet établissement durant un temps.
- Patrick Macnee, interprète de John Steed dans Chapeau melon et bottes de cuir.
- Eddie Redmayne[72].
- Tom Hiddleston[73]

### Médecins
- William Battie

### Old Etoniansde fiction
De nombreux personnages de fiction ont été décrits comme Old Etonians.
Parmi eux, Bertie Wooster et Ronald Eustace Psmith, personnages des romans de P. G. Wodehouse, le pirate connu sous le pseudonyme de Capitaine Crochet de J. M. Barrie, le détective Lord Peter Wimsey, héros des romans de Dorothy L. Sayers, et Lord Sebastian Flyte dans Retour à Brideshead d'Evelyn Waugh. James Bond, le plus célèbre des espions britanniques, a fréquenté Eton mais en a été renvoyé pour « mauvaise conduite » avec l'une des bonnes à tout faire. Le personnage né-moldu Justin Finch-Fletchley de la saga Harry Potter confie au héros que ses parents l'avaient inscrit à Eton et que s'il n'avait pas reçu la lettre de Poudlard l'informant qu'il est un sorcier il y aurait fait ses études. Mark Darcy, personnage de la comédie romantique Bridget Jones : L'Âge de raison, déclare avoir étudié à Eton.

## Films partiellement tournés à Eton
De nombreux films ont été en partie tournés à Eton :
- Shakespeare in Love (1998)
- Le Jardin secret (The Secret Garden) (1993)
- Mansfield Park (1999)
- Les Chariots de feu (1981)
- The Madness of King George (1994)
- Young Sherlock Holmes (1985)
- Le Tigre du ciel (Aces High) (1976)
- The Fourth Protocol (1987)
- A Dance to the Music of Time (en) (mini série TV de 1997)
- A History of Britain (série documentaire TV de 2000)
- Ian Fleming: 007's Creator (court documentaire vidéo de 2000)
- Prince William: A Royal Portrait (documentaire TV de 1999)
- Change That (série documentaire TV de 1997)
- Inspector Morse : « Absolute Conviction » (épisode TV de 1992)
- Cutting Edge : « A Boy Called Alex » (épisode TV de 2008)
- Les Règles de l'art : « Friends in High Places » (épisode TV de 1992).
- My Week with Marilyn (2011)
- Les Profs 2 (2015)